# 中澤站
中澤站 （日语：／ Nakasawa eki */?）是一由東日本旅客鐵道（JR東日本）所管理的鐵路車站，位於日本青森縣青森市外圍，然而部份車站範圍卻是座落在東津輕郡蓬田村。「中澤」是蓬田村的其中一個地方名。
平日只提供九班普通列車服務，包括一班直通三廐站的班次。

## 車站結構
本站屬於全線通車後才加入的新車站，因此規格上都是屬於簡易車站模式。第一代車站只設有一個木製候車室，位於月台中央；後來因應海峽線通車而進行軌道改善工程，但規格上仍然為簡易車站模式，不設車站站舍，出入口位於東邊側式月台（1號月台）末端向青森方向，同時靠近本站唯一的候車室旁。

### 月台配置
開站初期只設有側式月台1個，為列車不能交換的車站，由於海峽線軌道改善工程後，本站成為其中一個重要的避車處，因此車站擴建為側式月台及島式月台各1個，提供2面3線的月台配置。有效長度為5輛。
有別於鄉澤站，因為本站的島式月台的闊度偏窄，且考慮列車交換的次數較為頻繁（部份特急白鳥更需要在本站進行運轉停車），所以月台之間不採用平交道連接而改為以架空天橋接駁。
| 月台 | 路線    | 方向               | 目的地             |
| ---- | ------- | ------------------ | ------------------ |
| 1    | ■津輕線 | 上行               | 青森方向           |
| 2    | ■津輕線 | （貨物列車避車線） | （貨物列車避車線） |
| 3    | ■津輕線 | 下行               | 蟹田、三廄方向     |

## 歷史
- 1959年11月25日：開業。
- 1987年4月1日：國鐵分割民營化，車站改由JR東日本管轄。
- 1998年3月13日：軌道改善工程完成，第二代車站投入服務。
- 2019年6月1日：隨著蟹田車站從直營站改為簡易委託站而不再設站長，本站改由青森車站管理。

## 相鄰車站
東日本旅客鐵道
■津輕線
後潟－中澤－蓬田

## 外部連結
- 中澤站（JR東日本）（页面存档备份，存于）（日語）